# La Pintana
La Pintana est une commune du Chili, située dans la province et la région métropolitaine de Santiago.

## Géographie

### Situation

Localisation de La Pintana (en rouge) au sein de l'agglomération de Santiago.

La commune s'étend sur 30,6 km2 à l'extrémité sud de l'agglomération de Santiago.

## Histoire
La Pintana fait partie de la commune de La Granja avant d'être érigée en commune distincte le 22 novembre 1984.

## Population et société

### Démographie
La population s'élevait à 177 335 habitants en 2017.

### Enseignement
La Pintana abrite le campus Antumapu (en), siège de la faculté de sciences vétérinaires et d'agronomie de l'université du Chili.

## Politique et administration
La commune est dirigée par un maire et huit conseillers élus pour un mandat de quatre ans. Les dernières élections ont eu lieu les 26 et 27 octobre 2024. 
| Période           | Période           | Identité              | Étiquette | Qualité |
| ----------------- | ----------------- | --------------------- | --------- | ------- |
| 22 novembre 1984  | 4 juillet 1986    | Sergio Torres Gundian |           |         |
| 5 juillet 1986    | 18 juillet 1989   | Tulio Guevara Valle   | UDI       |         |
| 6 décembre 1989   | 26 septembre 1992 | Luis Huneeus Madge    | RN        |         |
| 26 septembre 1992 | 6 décembre 2016   | Jaime Pavez Moreno    | PPD       |         |
| 6 décembre 2016   | en cours          | Claudia Pizarro Peña  | DC        |         |

## Transports
La commune est desservie par le réseau d'autobus Red de l'agglomération de Santiago.